# Anallacta brachyptera
Anallacta brachyptera är en kackerlacksart som först beskrevs av Henri Saussure och Leo Zehntner 1895.  Anallacta brachyptera ingår i släktet Anallacta och familjen småkackerlackor.
Artens utbredningsområde är Madagaskar. Inga underarter finns listade i Catalogue of Life.

## Bildgalleri

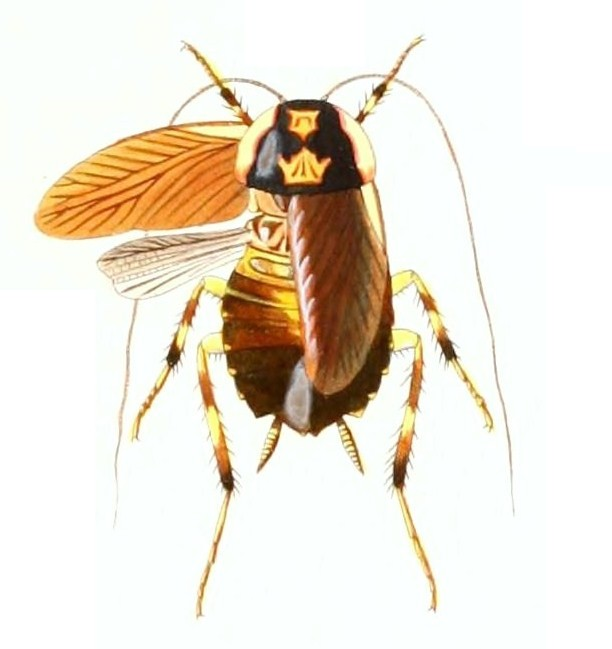